# 瞳・元気 〜都会のひまわり〜
「瞳・元気～都会のひまわり～」（ひとみ・げんき～とかいのひまわり～）は、辛島美登里の16枚目のシングル。1992年（平成4年）12月2日発売。発売元はファンハウス。

## 概要
- 5枚目のスタジオアルバム「BEAUTIFUL」の先行シングルとして発売された。
- 「瞳・元気 ～都会のひまわり～」は永井真理子への提供曲で、歌詞違いで永井の2ndシングル[1]として発売された曲のセルフカバーである。

## トラック
1. 瞳・元気～都会のひまわり～ (5:46)
作詞：只野菜摘・辛島美登里、作曲：辛島美登里、編曲：大村雅朗
2. 一人のSeason ～想い出のXmas～ (4:11)
作詞・作曲：辛島美登里、編曲：大村雅朗
3. 瞳・元気～都会のひまわり～ (5:47)
（Original Karaoke）

## 関連作品
- BEAUTIFUL
- Hello Goodbye（瞳・元気～都会のひまわり～）
- Singles（瞳・元気～都会のひまわり～）
- Smile and Tears〜微笑みの島〜（瞳・元気～都会のひまわり～）
- ゴールデン☆ベスト（瞳・元気～都会のひまわり～）
- Carnation（瞳・元気～都会のひまわり～）

## 参加ミュージシャン
- Bass : Chiharu Mikuzuki（M2）
- Electric Guitar : Masaki Matsubara（M1,M2）
- Keyboards : Masaaki Ohmura（M1,M2）
- Chorus : If（M2）
- Synthesizer Programmer : Tetsuo Ishikawa（M1）,Itaru Sakota（M2）,Takayuki Negishi（M2）